# Sphinx drupiferarum
Sphinx drupiferarum ist ein Schmetterling (Nachtfalter) aus der Familie der Schwärmer (Sphingidae). Die Art ist in weiten Teilen von Nordamerika verbreitet.

## Merkmale
Die Falter haben eine Vorderflügellänge von 45 bis 52 Millimetern. Sie sind im Vergleich zu anderen Arten der Gattung Sphinx durch deutlich kontrastierende Vorderflügel charakterisiert. Die Vorderflügel sind schiefergrau mit feinen schwarzen Medianlinien. Die gewellte, dunkle Subterminallinie ist undeutlich und mit einer weißen und einer weißlichen Linie im Terminalbereich gerandet, die beide parallel zum Außenrand verlaufen. Es befindet sich eine breite, hellgraue, nicht selten fast weiße Binde auf etwa drei Viertel des inneren Teils des Costalrandes. Der Medialbereich ist fast schwarz und reicht als sehr breite Binde vom Innenrand bis zur Flügelspitze. Sphinx perelegans hat Ähnlichkeit mit der Art, die dunkle Binde ist bei Sphinx drupiferarum aber deutlich kräftiger und schärfer abgegrenzt. Der Anteil an hellen Schuppen im Costalbereich der Vorderflügel ist etwas variabel, sodass es auch etwas blasser gefärbte Tiere gibt.

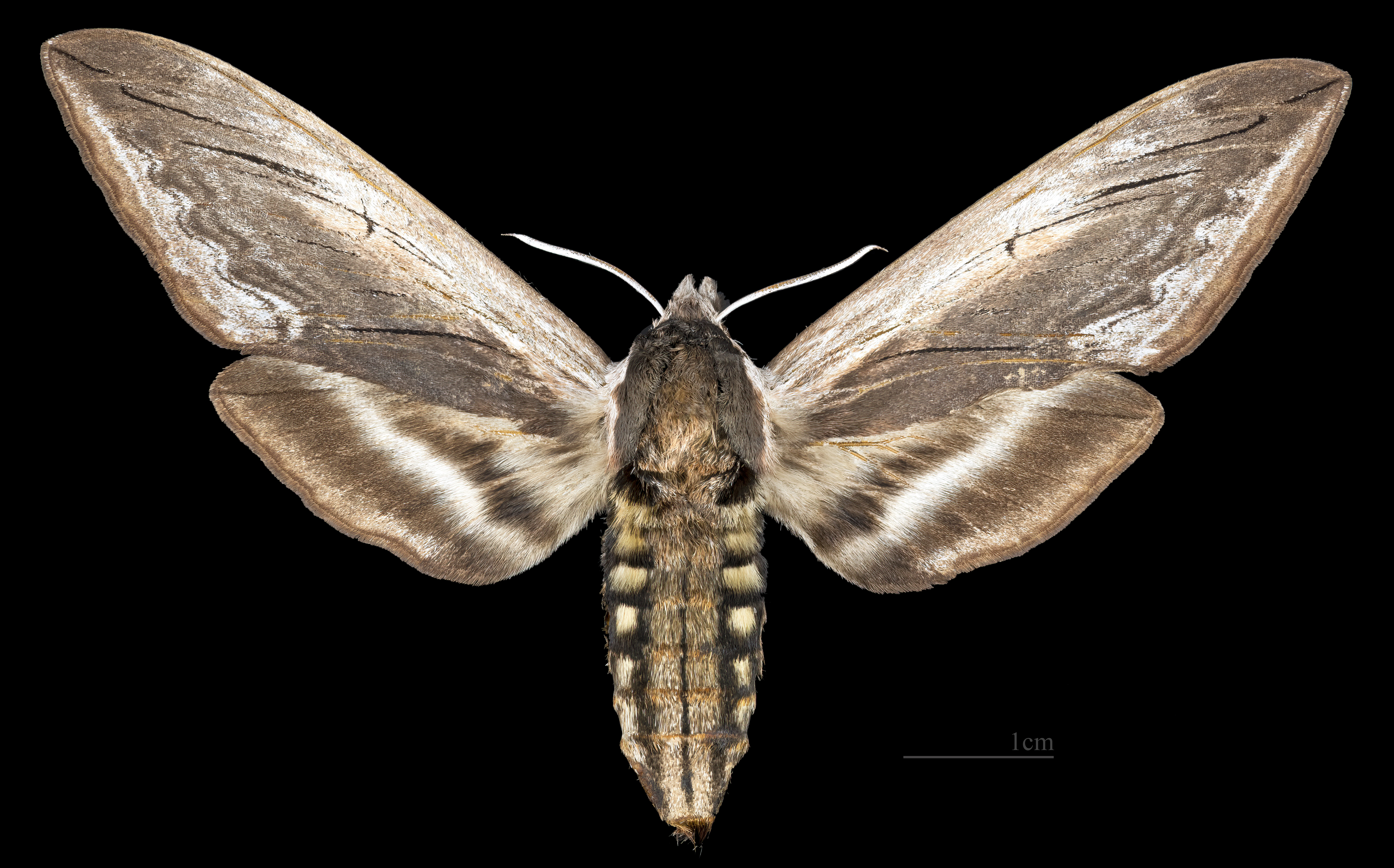
Sphinx drupiferarum ♀
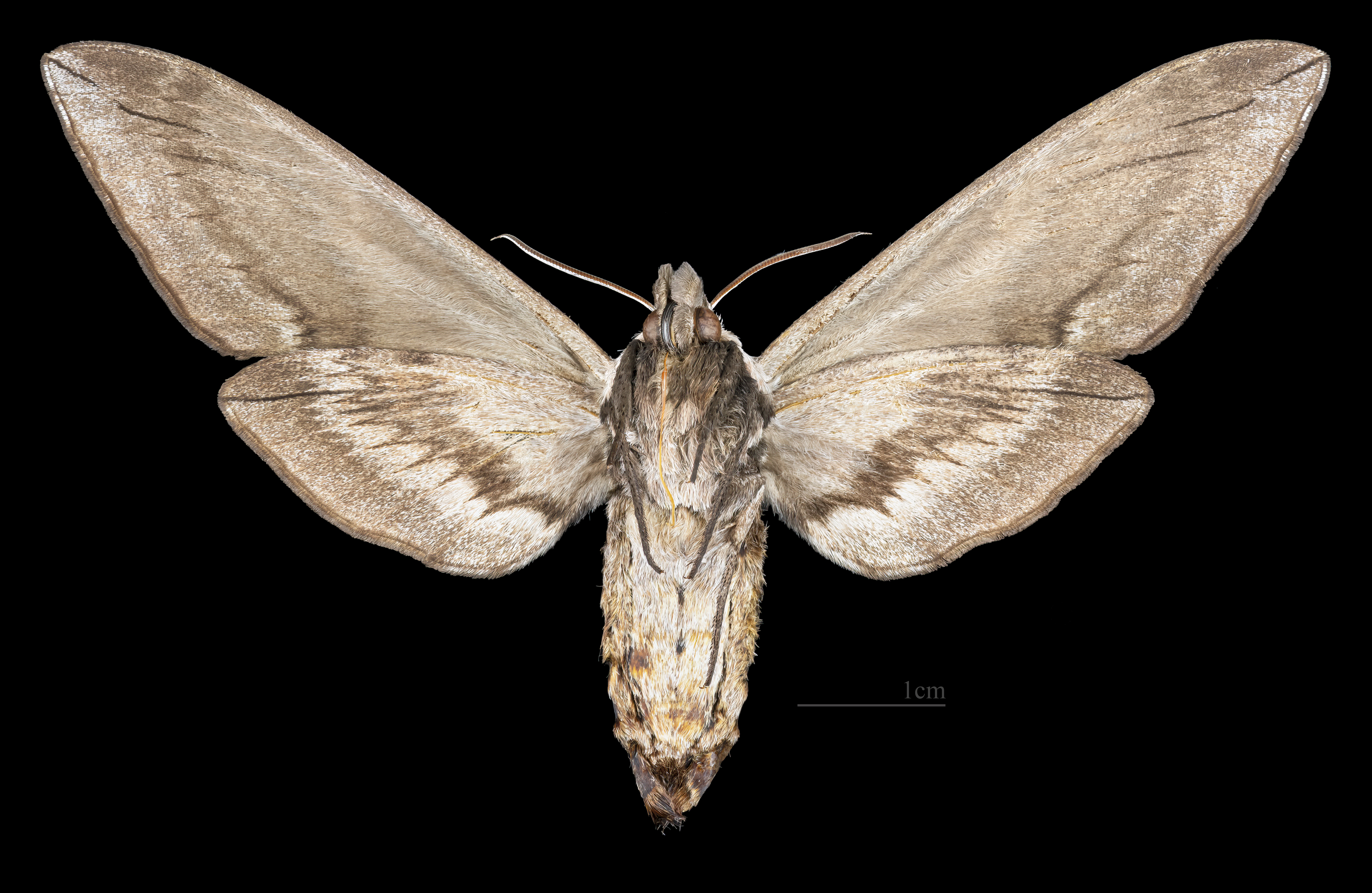
Sphinx drupiferarum  ♀ △

Die ausgewachsenen Raupen sind grün und haben sieben schräge, weiße Seitenstreifen, die zum Rücken hin violett gerandet sind und ihnen so Ähnlichkeit mit den Raupen von Sphinx gordius und Sphinx luscitiosa geben. Man kann die Art aber einfach von den ähnlichen Arten durch die deutlich breiteren violetten Ränder an den Seitenstreifen, ein Paar auffälliger schwarzer Linien auf dem Kopf und ihr rötlich-violettes Analhorn unterscheiden.
Die Puppe ist sehr dunkel rotbraun und hat eine leicht raue Oberfläche. Ihre recht kurze Rüsselscheide liegt frei und liegt dicht an den Körper an. Der breite Kremaster ist kurz und endet in einer Doppelspitze.

## Vorkommen
Die Art ist in weiten Teilen von Nordamerika verbreitet, kommt aber vor allem im Norden häufiger vor. In den Vereinigten Staaten ist die Art von New England, der Region um die Großen Seen und den Staaten der Rocky Mountains, nördlich bis an die Pazifikküste im Norden Kaliforniens verbreitet. Im Süden gibt es verstreute Nachweise aus dem Norden von South Carolina, Georgia und Mississippi, sowie dem Westen von Zentraltexas. In Kanada ist die Art mit Ausnahme der Seeprovinzen auf der gesamten Länge von Ost nach West verbreitet, in den Prärie-Provinzen aber selten. Die Art ist in Nova Scotia, New Brunswick, dem Süden Québecs, Ontario, dem Süden Manitobas, Saskatchewan, Alberta und British Columbia nachgewiesen.
Es ist nicht einfach, Sphinx drupiferarum bestimmten Lebensräumen zuzuordnen, die Art besiedelt aber jedenfalls bevorzugt Waldgebiete.

## Lebensweise
Die Falter fliegen Lichtquellen an und besuchen auch Nektarpflanzen. Sie sind an Lonicera japonica nachgewiesen und Bestäuber der seltenen Orchidee Platanthera praeclara.

### Flug- und Raupenzeiten
Die Falter fliegen in weiten Teilen des Verbreitungsgebietes von Mitte Mai bis Ende Juli, in Utah fliegt die Art erst ab Ende Mai. Es wird davon ausgegangen, dass die Art überall nur in einer Generation pro Jahr fliegt.

### Nahrung der Raupen
Die Raupen fressen eine Reihe von Rosengewächsen (Rosaceae), insbesondere Prunus-Arten, Äpfel (Malus) und Felsenbirnen (Amelanchier). Man hat sie aber auch an Zürgelbäumen (Celtis) aus der Familie der Ulmengewächse (Ulmaceae) nachgewiesen.

## Entwicklung
Die Weibchen legen ihre Eier einzeln an beiden Seiten der Blätter der Raupennahrungspflanzen ab. Die Raupen sind nachtaktiv und verstecken sich tagsüber. Die Verpuppung erfolgt in einer tief liegenden Kammer im Erdboden.

## Belege